# You Can't Get a Man with a Gun
You Can't Get a Man with a Gun (en español: No puedes atraer a un hombre con una pistola) es una canción compuesta por Irving Berlin en 1946 para el musical Annie Get Your Gun; estaba cantada en la versión original del musical por Ethel Merman.
En la canción Annie Oakley —una tiradora que participó durante diecisiete años en el espectáculo de Buffalo Bill que recreaba escenas del viejo oeste— cuenta como una muchacha como ella con talento para disparar, encuentra que tal habilidad no resulta atractiva para los hombres. La canción es humorística y presenta diferentes escenas donde disparar a un hombre no va a hacer que este se enamore de ti.
Otras cantantes que han grabado la canción son: Judy Garland, Betty Hutton, Ethel Merman, Bernadette Peters y Suzi Quatro.